# Robert Pine (Schauspieler)
Robert Pine (* 10. Juli 1941 in New York City, New York) ist ein US-amerikanischer Schauspieler.

## Leben
Robert Pine steht seit Mitte der 1960er-Jahre für inzwischen weit über 200 Film- und Kinoproduktionen vor der Kamera. Größere Bekanntheit erreichte er mit der Darstellung des Sgt. Joseph Getraer in der zwischen 1977 und 1983 produzierten Fernsehserie CHiPs. Daneben spielte er eine Vielzahl an Gastrollen in berühmten Serien wie Bonanza, Drei Engel für Charlie, Knight Rider, Mord ist ihr Hobby, MacGyver, Star Trek: Raumschiff Voyager, Dr. House, Das Büro und Grey’s Anatomy. Im Laufe seiner Karriere spielte Pine oft Autoritätsfiguren wie Richter, Politiker und Offiziere. In Kinofilmen blieben seine Auftritte auf Nebenrollen beschränkt, er spielte in bekannten Filmen wie Independence Day, Red Eye und Jobs; außerdem ist er in der englischen Originalfassung des Disney-Zeichentrickfilms Die Eiskönigin – Völlig unverfroren als Bischof zu hören.
Pine ist Mitglied einer Künstlerfamilie. Seine Schwiegereltern waren Anne Gwynne und Max M. Gilford. Er ist mit deren Tochter Gwynne Gilford verheiratet und sie sind die Eltern der Schauspieler Chris Pine und Katherine Pine. 2005 spielte er in dem Thriller Confession neben seinem Sohn Chris Pine, welcher die Hauptrolle innehatte.

## Filmografie (Auswahl)

### Kino
- 1966: Gespensterparty (Munster, Go Home!)
- 1967: Sturm auf Höhe 404 (The Young Warriors)
- 1973: Ein Kamel im wilden Westen (One Little Indian)
- 1975: Der Tag der Heuschrecke (The Day of the Locust)
- 1977: In der Gewalt der Riesenameisen (Empire of the Ants)
- 1979: Die Rückkehr der Semmelknödelbande (The Apple Dumpling Gang Rides Again)
- 1982: Die unheimlichen Zwei (The Mysterious Two)
- 1996: Independence Day
- 1999: Weil ich ein Mädchen bin (But I’m a Cheerleader)
- 2003: Confidence
- 2005: Red Eye
- 2005: Confession
- 2004: Helter Skelter
- 2007: All I want for Christmas
- 2008: No Man’s Land: The Rise of Reeker
- 2008: Lakeview Terrace
- 2013: Decoding Annie Parker
- 2013: Jobs
- 2013: Die Eiskönigin – Völlig unverfroren (Frozen, Stimme)
- 2016: Mother’s Day: Liebe ist kein Kinderspiel (Mother’s Day)
- 2019: Wish Man
- 2019: The Last Full Measure

### Fernsehen
- 1964: Stunde der Entscheidung (Kraft Suspense Theatre, Fernsehserie, 1 Folge)
- 1965–1969: Die Leute von der Shiloh Ranch (The Virginian, Fernsehserie, 4 Folgen)
- 1967: Verschollen zwischen fremden Welten (Lost in Space, Fernsehserie, 1 Folge)
- 1968–1973: Rauchende Colts (Gunsmoke, Fernsehserie, 4 Folgen)
- 1969: Bonanza (Fernsehserie, 1 Folge)
- 1970: The Brotherhood of the Bell (Fernsehfilm)
- 1970: Mannix (Fernsehserie, 1 Folge)
- 1970: High Chaparral (The High Chaparral, Fernsehserie, 1 Folge)
- 1972;1974: FBI (The F.B.I., Fernsehserie, 2 Folgen)
- 1972–1976: Cannon (Fernsehserie, 3 Folgen)
- 1973–1977: Barnaby Jones (Fernsehserie, 3 Folgen)
- 1976–1977: Drei Engel für Charlie (Charlie’s Angels, Fernsehserie, 2 Folgen)
- 1977–1983: CHiPs (Fernsehserie, 139 Folgen)
- 1979: Lou Grant (Fernsehserie, 1 Folge)
- 1983–1988: Magnum (Magnum, p.i., Fernsehserie, 3 Folgen)
- 1983: Hotel (Fernsehserie, 1 Folge)
- 1984: Familienbande (Family Ties, Fernsehserie, 1 Folge)
- 1985: Knight Rider (Fernsehserie, 1 Folge)
- 1985: Die Fälle des Harry Fox (Crazy like a Fox, Fernsehserie, Folge Reise ohne Wiederkehr)
- 1986–1996: Mord ist ihr Hobby (Murder, She Wrote, Fernsehserie, 5 Folgen)
- 1986: Dallas (Fernsehserie, 1 Folge)
- 1987: Zeit der Sehnsucht (Days of Our Lives, Fernsehserie, 1 Folge)
- 1987–1990: Matlock (Fernsehserie, 2 Folgen)
- 1987: Alf (Fernsehserie, 1 Folge)
- 1988: Full House (Fernsehserie, 1 Folge)
- 1988–2001: Reich und Schön (The Bold And The Beautiful, Fernsehserie, 28 Folgen)
- 1991: MacGyver (Fernsehserie, 1 Folge)
- 1991: L.A. Law – Staranwälte, Tricks, Prozesse (L.A. Law, Fernsehserie, 1 Folge)
- 1992: Zurück in die Vergangenheit (Quantum Leap, Fernsehserie, 1 Folge)
- 1993: Baywatch – Die Rettungsschwimmer von Malibu (Baywatch, Fernsehserie, 2 Folgen)
- 1993: Picket Fences – Tatort Gartenzaun (Picket Fences, Fernsehserie, 1 Folge)
- 1995: Renegade – Gnadenlose Jagd (Renegade, Fernsehserie, 1 Folge)
- 1995: Models Inc. (Fernsehserie, 1 Folge)
- 1996: Star Trek: Raumschiff Voyager (Star Trek: Voyager, Fernsehserie, 1 Folge)
- 1996: Pacific Blue – Die Strandpolizei (Pacific Blue, Fernsehserie, 1 Folge)
- 1997: Spielplatz der Mörder (Below Utopia)
- 1997: Chicago Hope – Endstation Hoffnung (Chicago Hope, Fernsehserie, 1 Folge)
- 1998: Beverly Hills, 90210 (Fernsehserie, 1 Folge)
- 1998: Practice – Die Anwälte (The Practice, Fernsehserie, 1 Folge)
- 1998: CHiPs ‘99 (Fernsehfilm)
- 2001: Providence (Fernsehserie, 1 Folge)
- 2001: Black Scorpion (Fernsehserie, 13 Folgen)
- 2001: JAG – Im Auftrag der Ehre (JAG, Fernsehserie, 1 Folge)
- 2001: Lost Voyage – Das Geisterschiff (Lost Voyage)
- 2002–2005: Six Feet Under – Gestorben wird immer (Six Feet Under, Fernsehserie, 2 Folgen)
- 2002: Star Trek: Enterprise (Fernsehserie, 1 Folge)
- 2003; 2017: Navy CIS (Navy NCIS, Fernsehserie, 2 Folgen)
- 2003: 24 (Fernsehserie, 3 Folgen)
- 2003: Rocket Power (Fernsehserie, Stimme)
- 2004: Without a Trace – Spurlos verschwunden (Without a Trace, Fernsehserie, 1 Folge)
- 2005: Lass es, Larry! (	Curb Your Enthusiasm, Fernsehserie, 1 Folge)
- 2006: Criminal Minds (Fernsehserie, 1 Folge)
- 2006: Cold Case – Kein Opfer ist je vergessen (Cold Case, Fernsehserie, 1 Folge)
- 2006: Vanished (Fernsehserie, 1 Folge)
- 2007: Journeyman – Der Zeitspringer (Journeyman, Fernsehserie, 1 Folge)
- 2007: Dirty Sexy Money (Fernsehserie, 1 Folge)
- 2008: The Riches (Fernsehserie, 1 Folge)
- 2008: Leverage (Fernsehserie, 1 Folge)
- 2008: Schatten der Leidenschaft (The Young and the Restless, Fernsehserie, 2 Folgen)
- 2008: General Hospital (Fernsehserie, 1 Folge)
- 2008: Saving Grace (Fernsehserie, 1 Folge)
- 2009: Castle (Fernsehserie, 1 Folge)
- 2009–2010: Das Büro (The Office, Fernsehserie, 2 Folgen)
- 2010: The Defenders (Fernsehserie, 1 Folge)
- 2011: Eagleheart (Fernsehserie, 1 Folge)
- 2011: Dr. House (House, M.D., Fernsehserie, 1 Folge)
- 2011: CSI: Vegas (CSI: Crime Scene Investigation, Fernsehserie, 1 Folge)
- 2011: The Mentalist (Fernsehserie, 1 Folge)
- 2011: The Event (Fernsehserie, 1 Folge)
- 2013: Bones – Die Knochenjägerin (Bones, Fernsehserie, 1 Folge)
- 2014–2015: Finding Carter (Fernsehserie, 6 Folgen)
- 2016: Grey’s Anatomy (Fernsehserie, Staffel 12, Folge 21)
- 2017: It’s Always Sunny in Philadelphia (Folge A Cricket’s Tale)
- 2018: Superstore (Folge Target)
- 2018: Charmed (Pilotfolge)
- 2022: Magnum P.I. (2 Folgen)
- 2022: Memorial Hospital – Die Tage nach Hurrikan Katrina (Five Days at Memorial, Miniserie, 8 Folgen)
- 2022: 9-1-1: Lone Star (Fernsehserie, 1 Folge)